# Pierre Le Chef is Out to Lunch
Pierre Le Chef is Out to Lunch is een videospel voor de platforms Commodore Amiga en SNES . Het spel werd uitgebracht in 1993 en 1994. 